# Márga

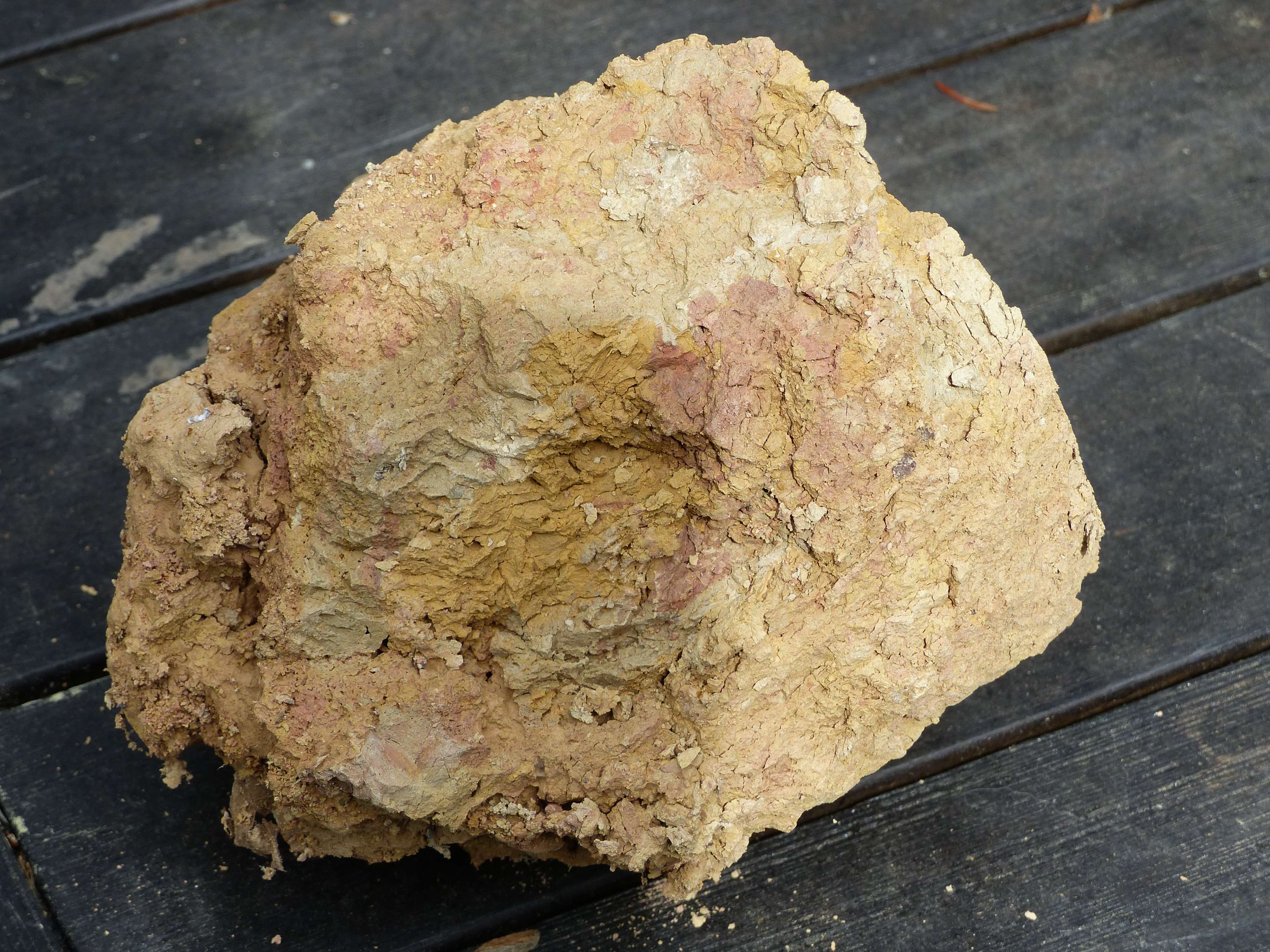
Farkashegyi (Budaörs) márga

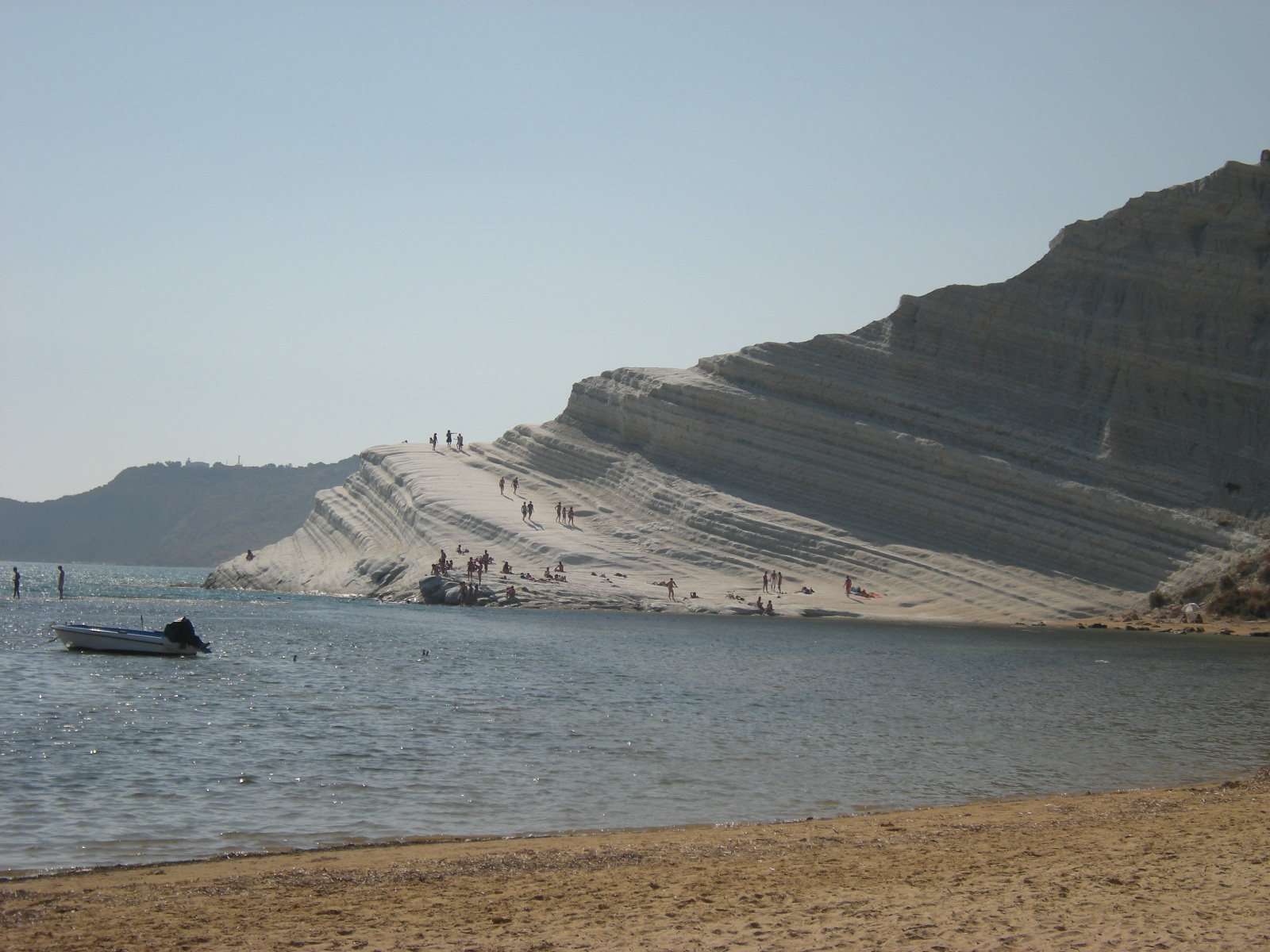
Márgapart Szicíliában

A márga üledékes eredetű, agyagos-karbonátos kőzet, az átmeneti karbonátos kőzetek sorának középső tagja. Ezek különböző felosztásai más-más karbonáttartalmú kőzeteket sorolnak ebbe a kategóriába: egyes litológusok szerint karbonáttartalma 50–75%, a szimmetrikus felosztás szerint 40–60%. Tágabb értelemben márgának nevezik skálaszomszédait, az agyagmárgát és a mészmárgát is.
Az elnevezés a latin marga (talaj, föld) szóból származik.

## Tulajdonságai
Színe a baktériumok által termelt pirittől világosszürke, zöldes, illetve a pirit oxidációja miatt sárga vagy barna, néha élénkvörös vagy lila.
Alapvetően finomszemcsés kőzet, amiben a szemcsék ritkán nagyobbak 0.01 mm-nél. Gyakran változó keménységű padokból áll. Nedvszívó, de alig duzzad; az ember nyelvéhez nem tapad. Keménysége a karbonáttartalommal nő; az 50%-hoz közeli márga már csak késsel faragható. Mélyen eltemetett változatai, amelyekben az agyagásványok részlegesen átalakultak, már egyáltalán nem faraghatók. Szögletesen vagy kagylósan törik; a törési felület többnyire sima, esetleg kissé érdes.
Nagy agyagtartalma miatt általában vízzáró, benne oldásos üregek csak ritkán alakulnak ki.

## Kémiai-ásványtani típusai
Attól függően, hogy karbonáttartalma döntően kalcitból vagy dolomitból áll-e, megkülönböztetjük a dolomitmárgákat és a mészmárgákat (mivel utóbbi lényegesen gyakoribb, a mész- előtagot többnyire nem tesszük ki: amikor közönségesen márgáról beszélünk, általában mészmárgát értünk rajta). Az agyagásványok fajtái szerinti változatait eltérő elnevezésekkel nem különböztetjük meg.

## Keletkezése
Anyaga olyan helyeken rakódik le, ahol a vízmozgás csökkenése miatt leülepszenek a közeli szárazföldről behordott agyagásványok, de már a mészanyag is kiválik – nemcsak tengerekben, hanem nagyobb tavakban is. Elsődleges dolomittartalma a tengervíz sótartalmának függvényében nő, de a dolomit többsége gyakran másodlagos. A mai mély tengerekben gyakoriak a fehéres-sárgás globigerinás és kokkolitos márga-rétegek.

## Felhasználása
A márga a cementgyártás természetes alapanyaga.